# معهد العاصمة النموذجي
معهد العاصمة النموذجي أسس عام 1360هـ في الرياض عندما خصص الملك عبد العزيز بن عبد الرحمن بن فيصل آل سعود جزءاً من قصره بالمربع لتعليم أبنائه القرآن الكريم والفقه والتوحيد والحساب واللغة العربية وآدابها، وانتدبت لتلك المهمة نخبة من علماء المملكة وصفوة من المعلمين المصريين. بعد وفاة الملك عبد العزيز تولى الملك سعود مقاليد الحكم (1373هـ) وباشر بتخصيص مدرسة الناصرية وأطلق عليها مسمى معهد الأنجال، والتحق بها أبناؤه وعدد من أبناء الأمراء والمواطنين. وقد خص الملك سعود المعهد بعناية فائقة وأنشأ مبانيه وأشرف على تجهيزه ووضع كل الإمكانات في سبيل قيامه برسالته. في عام (1385هـ) أصدر الأمر بتسميته معهد العاصمة النموذجي وما يزال يحمل هذا الاسم حتى يومنا هذا. وقد تخرج من معهد العاصمة النموذجي دفعات متعاقبة من الأمراء الذين تقلدوا مناصب رفيعة ومتعددة.

## نشأته وتاريخه
في عام 1362هـ خصص الملك سعود وكان آنذاك ولياً للعهد مبنى داخل قصره عبارة عن مدرسة تضم خمسة عشر طالباً وأطلق عليها مسمى (معهد الأنجال) واختار الأستاذ / عثمان بن ناصر الصالح لإدارته واستقطب مجموعة من الكوادر التعليمية والتربوية من مختلف شرائح المجتمع السعودي وأنشأ الملك سعود المبنى الحالي للمعهد الذي تبلغ مساحته 1.000.000 مليون متراً مربعاً يحتوي على الأقسام التعليمية الرئيسية (روضة – ابتدائي – متوسط – ثانوي) وعلى مرافق وأقسام مساندة وإدارات للموظفين وسكن للمعلمين والإداريين وفرق الكشافة، وفي عام 1384هـ/1964م تمت تسميته بمعهد العاصمة النموذجي وتم الانتقال إليه بعد تجهيزه وتوفر كافة الاحتياجات والإمكانات التي تساعد على إيجاد بيئة تربوية نموذجية. وقد تضافرت في ذلك الوقت جهود حثيثة كانت سنداً وعاملاً مؤثراً وحيوياً في الوصول بالمعهد إلى مكانة ذات بعدين متلازمين القوة في الأداء والقدوة في العطاء.وكان للشيخ حسن بن عبد الله آل الشيخ وزير المعارف والأستاذ ناصر المنقور والأستاذ عبد الوهاب عبد الواسع وسعادة الأستاذ محمد بن عبد الرحمن الفريح وسعادة الدكتور عبد الله بن ناصر الوهيبي وغيرهم من منسوبي الوزارة دور لا ينكر في دعم المعهد وتهيئة المناخات التي ساعدت على تميزه وانتشار سمعته المشرفة في مختلف مناطق المملكة بل وكافة دول الجوار.
بدأ المعهد باثني عشر طالباً من ضمنهم أبناء الملك سعود، كما تخرج فيه 6 من أبناء الملك عبد العزيز، هم: الأمير عبد الإله، والأمير أحمد، والأمير سطام، والأمير عبد المجيد، والأمير مقرن، والأمير حمود، وكذلك معظم أحفاد الملك عبد العزيز.
في مايو 2024م صدر قرار مجلس الوزراء بتحويل معهد العاصمة النموذجي إلى مؤسسة غير هادفة للربح مملوكة للهيئة الملكية لمدينة الرياض.

## مدراء المعهد السابقين
- 1360 هـ - 1390 هـ استلم إدارة المعهد الشيخ عثمان بن ناصر الصالح.

- 1390 هـ - 1410هـ استلم إدارة المعهد الشيخ صالح بن راشد البكر.

- 1410 هـ - 1417هـ استلم إدارة المعهد الأستاذ عبد الله بن سعد بن محمد الماضي.

- 1419 هـ - 1424 هـ استلم إدارة المعهد الدكتور إبراهيم بن محمد القريشي.

- 1424 هـ - 1425 هـ استلم إدارة المعهد الأستاذ إبراهيم بن عبد الرزاق القصير.

- 1426 هـ استلم إدارة المعهد العاصمة النموذجي الدكتور إبراهيم بن محمد القريشي.[4]

- 1436 هـ استلم إدارة المعهد العاصمة النموذجي الأستاذ عادل بن ناصر الطخيم.[5]